# Roman Adamov
Roman Stanislavovič Adamov (rusky Роман Станиславович Адамов; * 21. června 1982, Bělaja Kalitva) je bývalý ruský fotbalový útočník, naposledy hrající za ruský celek FK Sibir Novosibirsk. Mimo Rusko působil na Ukrajině a v Česku.

## Klubová kariéra
Roman Adamov byl velmi plodným střelcem v období svého působení v ruském klubu FK Moskva, kde se stal v roce 2007 společně s Romanem Pavljučenkem ze Spartaku Moskva nejlepším kanonýrem ruské Premier ligy. Oba docílili shodně 14 vstřelených branek.
V červnu 2008 podepsal smlouvu s ruským klubem FK Rubin Kazaň, s nímž vyhrál ve stejném roce ligový titul. V červenci 2009 odešel na hostování do Křídel sovětů Samara a v letech 2010-2012 hostoval v FK Rostov, kam před sezonou 2012/2013 přestoupil. V týmu odehrál po přestupu pouze 6 utkání a dohodl se s klubem na předčasném konci smlouvy.

### FC Viktoria Plzeň
V září 2012 podepsal jednoroční smlouvu s českým klubem FC Viktoria Plzeň. Kvůli pozdnímu přestupu ale nemohl zasáhnout do podzimní části již probíhající Evropské ligy 2012/13, kde Viktoria vypadla až v osmifinále s tureckým klubem Fenerbahçe Istanbul. Na svém postu měl konkurenci v osobě slovenského kanonýra Marka Bakoše, v zimní přestávce k němu přibyl i dravý Stanislav Tecl z Jihlavy. V Gambrinus lize debutoval 23. září 2012 v utkání proti domácím Teplicím. Nastoupil v základní sestavě, ale již ve 31. minutě šel ze hřiště. Plzeň totiž hrála od 13. minuty oslabena o stopera Mariána Čišovského, za Adamova šel na hřiště obránce František Ševinský. Zápas skončil remízou 1:1. 17. března 2013 přispěl jedním gólem k vítězství 4:0 nad Duklou Praha, která hrála prakticky celý zápas v oslabení o jednoho hráče. Byl to jeho první ligový gól za Viktorii, jehož docílil ve svém čtvrtém zápase. Trefil se i 23. března v dohrávánem 4. kole Poháru České pošty doma proti Hradci Králové, kde nastoupil v základní sestavě (někteří hráči Plzně si plnili reprezentační povinnosti). Adamov zužitkoval ve 34. minutě centr mladého obránce Adama Beránka. Plzeň postoupila po výsledcích 1:2 venku a 1:0 doma do čtvrtfinále proti Jablonci. V dubnové odvetě čtvrtfinále utrpěl zranění kotníku, které ho vyřadilo ze hry do konce sezóny. I tak mohl slavit po sezóně 2012/13 s Plzní ligový titul. Na konci ročníku mu zároveň skončil kontrakt.

### FK Sibir Novosibirsk
Po půl roce bez angažmá se vrátil do Ruska, konkrétně do FK Sibir Novosibirsk. V týmu strávil rok. Během této doby odehrál 17 zápasů, ve kterých vsítil jeden gól. V lednu 2015 v týmu skončil a ukončil svoji fotbalovou kariéru.

## Reprezentační kariéra
Adamov prošel všemi mládežnickými reprezentacemi Ruska.
V A-týmu Ruska debutoval 26. března 2008 v přátelském utkání proti domácímu Rumunsku. Nastoupil v základní sestavě a hrál do 59. minuty, poté byl vystřídán. Rusko prohrálo v Bukurešti 0:3. Druhý start si připsal 4. června 2008 opět v přátelském zápase, tentokrát proti Litvě. Adamov odehrál první poločas, hrálo se v Německu a Rusko zvítězilo 4:1.
Celkem se objevil ve třech zápasech ruského týmu (třetím byl jeden zápas na Euru 2008), gól nevstřelil.

### Euro 2008
V témže roce byl nominován do kádru pro Euro 2008 konané v Rakousku a Švýcarsku. Nastoupil pouze v prvním utkání základní skupiny D 10. června proti Španělsku, které ruský tým prohrál 1:4. Rusko postoupilo z této skupiny společně se Španělskem (nechalo za sebou Švédsko a Řecko) a ve čtvrtfinále porazilo Nizozemsko 3:1. V semifinále nestačilo opět na svého soupeře ze základní skupiny Španělsko a prohrálo znovu trojgólovým rozdílem, tentokrát 0:3. Jelikož se sady bronzových medailí udělovaly oběma poraženým semifinalistům, jednu medaili získal i Roman Adamov.

## Úspěchy

### Klubové
FC Rubin Kazaň
- 1× vítěz ruské Premier ligy (2008)[2]

FC Viktoria Plzeň
- 1× vítěz Gambrinus ligy (2012/13)

### Reprezentační
- 1× účast na Mistrovství Evropy (2008 - bronz)[2]

### Individuální
- 1× nejlepší střelec ruské Premier ligy (2007 - 14 gólů, společně s Romanem Pavljučenkem ze Spartaku Moskva)[2]